# Pierrot, Pierrette
Pierrot, Pierrette és una pel·lícula muda francesa dirigida per Louis Feuillade el 22 de juliol de 1924.

## Sinopsi
Pierrot i Pierrette, dos cantants de carrer, són germà i germana. Els dos nois viuen feliços en una caravana amb el seu avi, antic director de circ. Però la seva vida es veu capgirada per les bones intencions d'una dama benèfica que envia el seu vell avi a una residència de jubilats i els dos germans a un orfenat. Pierrot i Pierrette escapen però només per caure en mans d'un canalla que vol utilitzar-los per als seus robatoris.

## Repartiment
- René Poyen : Pierrot
- Bouboule : Pierrette
- Henri-Amédée Charpentier : l'avi
- Julio de Romero
- Êmile Dupré
- Jean-Pierre Stock

## Estat de conservació
Després d'un gran èxit popular, la còpia va desaparèixer misteriosament i se'n va preder el rastre. Fou retrobada per la Cinémathèque Gaumont i es va mostrar una versió incompleta al Festival Il Cinema Ritrovato de Pordenone. Posteriorment la Cinémathèque Gaumont va decidir restaurar-la i confiar la creació musical a Roberto Tricarri.